# Saint-Denis-la-Chevasse
Saint-Denis-la-Chevasse är en kommun i departementet Vendée i regionen Pays de la Loire i västra Frankrike. Kommunen ligger i kantonen Le Poiré-sur-Vie som tillhör arrondissementet La Roche-sur-Yon. År 2022 hade Saint-Denis-la-Chevasse 2 425 invånare.

## Befolkningsutveckling
Antalet invånare i kommunen Saint-Denis-la-Chevasse
| Referens: INSEE |